# 西阿里關
西阿里關，是臺灣臺南市南化區的一個傳統地域名稱，位於該區北半部。相較於今日行政區，其範圍大致與關山里相近。

## 歷史
台灣日治初期，西阿里關地區與東鄰東阿里關地區共同組成一個（舊制）街庄，稱為「阿里關庄」，隸屬於楠梓仙溪東里。該庄北與後大埔庄為鄰，東北與楠梓仙溪流域蕃地為鄰，東與荖濃溪流域蕃地為鄰，東南與荖濃庄為鄰，西南邊為大邱園庄楠梓仙溪流域部分、大邱園庄後堀溪流域部分，西邊為竹頭崎庄、龜丹庄、灣坵庄，西北邊為密枝庄。
1901年（日治明治三十四年）11月，全台設置二十廳，該庄隸屬於蕃薯藔廳。1903年（明治三十六年）6月，該庄編入「阿里關區」，隸屬於蕃薯藔廳。1909年（明治四十二年）10月，合併二十廳為十二廳，阿里關區改稱「甲仙埔區」，並改隸屬於阿緱廳。1920年（大正九年），廢十二廳改設五州二廳，該庄以後堀溪、楠梓仙溪分水嶺為界一分為二，位於分水嶺西側的本地區改制並改名為「西阿里關」大字，隸屬於臺南州新化郡南化庄（新制街庄），位於分水嶺東側的地區則改制並改名為「東阿里關」大字，隸屬於高雄州旗山郡甲仙庄（新制街庄）。
戰後南化庄改制為南化鄉，隸屬於臺南縣，大字亦改制為村。1950年雲、嘉、南分治，南化鄉仍隸屬於臺南縣。2010年12月25日，因臺南縣市合併為直轄市臺南市，南化鄉改制為南化區，村亦改制為里。

## 交通
區道南179線是關山路口至木瓜坑的道路，續北行可銜接嘉義縣鄉道嘉149線。